# منير الخباز
السَّيِّدُ مُنِيرُ بْنُ عَدْنَانَ بْنِ عَلِيٍّ بْنِ شُبَّرٍ بْنِ مَحْفُوظٍ الشَّرِيفُ الخَبَّازُ القَطِيفِيُّ، هو رجل دين وخطيب مفكر وكاتب شيعي سعودي يُعد من أحد علماء القطيف ومن خطبائها،  يَنتَهي نَسَبُهُ إلى الإمامِ عَلِيِّ بنِ أَبِي طالِبٍ. ولد عام 1384 هـ (حوالي 1964م) في قَريةِ المَدارِسِ بالقطيف، المملكة العربية السعودية. كان يُلقي دروس البحث الخارج في الفقه والأصول في مدينة قم . ويستمر بتدريس البحث الخارج للفقه والأصول في مدينة النجف الأشرف.

## ولادته وأسرته
- نسبه: هو منير بن عدنان بن علي بن شبر بن محفوظ بن شبر بن الحسين «الخباز» بن علي بن مرهون بن هاشم بن سعيد بن شرف بن صالح بن أمان بن علي بن الحسين الشريف الموسوي القطيفي المدني، المنتهي نسبه إلى إبراهيم المجاب بن محمد العابد بن موسى الكاظم بن جعفر الصادق بن محمد الباقر بن علي زين العابدين بن الحسين السبط بن علي بن أبي طالب.
- ولادته ونشأته: ولد في حي المدارس، إحدى احياء القطيف في سنة 1384 هـ. وينتمي لعائلة الخباز التي كانت تعرف سابقًا بـالشريف، وهم من نسل الإمام علي بن أبي طالب تعود أصولهم إلى المدينة، وقد نزحوا إلى القطيف قديمًا. والدته هي فاطمة بنت الشيخ فرج العمران، وخاله هو الشيخ حسين العمران.

## دراسته
درس الإبتدائية وشيئً من الإعدادية، تميز عن أقرانه من الطلاب، ولكنه رغم ذلك لم يكن يجد فيها تلبية لطموحه، فهاجر إلى النجف لطلب العلوم الدينية سنة 1398 هـ، وكان عمره آنذاك 14 سنة، ودرس هناك النحو والمنطق، حتى حصلت الأحداث التي أخلت بالأمن في العراق سنة 1399 هـ.
ثم تركها متوجهاً نحو مدينة قم، وبقي فيها حتى سنة 1402 هـ، أنهى خلالها المقدمات ودرس شيئاً من السطوح، ورجع إلى القطيف لظروف خاصة، وبقي فيها معلماً ومتعلماً ما يزيد على السنة، ثم سافر إلى سوريا وحضر هناك عند السيد جمال نجل الإمام الخوئي في (الكفاية)، في سنة 1405 هـ هاجر إلى النجف، فأتمّ السطوح العليا، وشرع في درس بحث الخارج، ففي النجف حضر بحث السيد أبو القاسم الخوئي، وبحث أعمال الشيخ مرتضى البروجردي، كما حضر بحث أعمال السيد علي السيستاني، وكان ذلك بتوجيه من أستاذه السيد حبيب حسينيان، حيث قدمه للسيستاني، وكان حضوره لديه لمدة شهرين كفترة تجربة، وكان من ثمار هذه التجربة أن حوَّل السيد السيستاني بحثه إلى اللغة العربية.
وكانت هذه المرحلة من المراحل الرئيسة في صقل شخصيته العلمية، حيث استفاد من أستاذه آية الله العظمى السيد السيستاني بذور التفكير في علم الأصول، والقدرة على المقارنة بين المدارس الأصولية المختلفة، كما استفاد منه السعة والشمولية والاطلاع على العلوم الحديثة، والاستفادة منها في تعميق المطالب الأصولية وفي استنطاق النصوص. وفي قم؛ حضر مجموعة من البحوث، منها بحث الشيخ الوحيد في الأصول لمدة أربع سنوات، ثم ركَّز حضوره لدى الشيخ ميرزا جواد التبريزي لما وجد فيه من تضلع بارع في الفقه ومهارة في الأصول ورحابة صدر في استقبال استفهامات الطالب والاهتمام بتربيته. وقد أولاه أستاذه الشيخ التبريزي عناية خاصة لما رأى فيه من التوقد العلمي، وكان التبريزي يلتقي به ساعات طويلة في كل يوم، حتى جعله عضواً في مجلس استفتائه.
وكانت هذه المرحلة أيضاً من المراحل الرئيسة في مسيرته العلمية، حيث كان الشيخ التبريزي يرعاه رعاية أبوية وتربوية، من خلال التمرين على الاستنباط، والتنبيه على النكات العلمية ودائماً ما يقول السيد "إنه لم يستفد من أستاذ بقدر ما استفاد من أستاذه التبريزي". وظل ملازماً إلى آخر حياته وقد كتب فيه أنه نال مرتبة الاستنباط والاجتهاد.
كما حضر مجلس استفتاء السيد الكوكبي، فترة معتداً بها حتى نال مكانة مرموقة عنده وكتب فيه أنه حاز ملكة الاجتهاد وأن له العمل بما يستنبطه، كما أشاد به السيد صادق الروحاني، وأفاد أن لديه القدرة على البحث الاستدلالي. وما زال يخفي هذه الكتابات، ويؤكد على أن الشهادات لا تضيف للعالم شيئاً، وإنما ينال العالم مكانته العلمية من حيث تميُّزه العلمي، ودروسه وطلابه ومؤلفاته.

## تدريسه
مارس التدريس منذ سن الخامسة عشر في النحو والبلاغة والفقه والأصول، ودرَّس المنظومة، وبداية الحكمة، ونهاية الحكمة، وغيرها من المقررات العلمية في الحوزات العلمية.
بدأ بحثه الخارج في الأصول عام 1418 هـ، في (فروع العلم الإجمالي)، وقد قرّره بعض تلامذته، ولكنه آثر أن يعيده بقلمه ضاغطاً للعبارات، وقد تميَّز بحثه في (فروع العلم الإجمالي)، بتناول مناقشات وإشكالات ومحاولات للتأسيس لم يسبقه إليها غيره، ويمكن ملاحظة ذلك بمقارنة ما كتبه بعض أساتذته في نفس الفترة.
كما بحث أيضاً في (صلاة المسافر)، وغيرها من أبواب الفقه المختلفة. ثم بدأ البحث الرسمي في الفقه في باب الإجارة ثم الحج، وفي الأصول بدأ دورة أصولية من بدايتها، كما فتح بحثاً آخر في الفقه تناول فيه المسائل المستحدثة، وكان أن نقل بحثه إلى بيت الشيخ التبريزي، حيث أوصى المرجع الراحل أن لا يخلو بيته من العلم، وأن يحيا بخواصِّ طلابه عبر بحوثهم العلمية.
و قام سماحة السيد بتقرير بحث الأصول لأستاذه السيد السيستاني، وطبع في مجلد جميل البيان وجزل العبارة تحت عنوان (الرافد في علم الأصول)، مبتعداً عن المألوف في الحوزة العلمية من تعقيد العبارة وضغطها، وله كتابات في الإجارة والحج والمسائل المستحدثة في طريقها للطبع.

## شخصيته العلمية
تميّزت الشخصية العلمية للسيد الخباز بميزات مهمة وعديدة منها:

1/ بيانه الساحر والجذاب.

2/ تدريب طلابه على النقاش والكتابة والبحث وإمكانياته.

3/ دأبه على المقارنة بين المدارس المختلفة والتدقيق في نقدها واختيار الصائب.

ومضافاً لذلك كله فإنه شاعر منذ نعومة أظفاره، تميَّزت شاعريته بالرقة والعذوبة، فتناول مختلف جوانب الشعر، كالرثاء والمدح والغزل والوصف، ومن ذلك أرجوزته (خير الأراجيز في الوطن العزيز) وخطيب مشهور في المجتمعات الشيعية العربية.

## مؤلفاته

### الفقه
- فروع العلم الإجمالي: مجموعة من البحوث الفقهية والأصولية المتعلقة بفروع العلم الإجمالي المسطورة في متن العروة الوثقى في باب الصلاة، وهي تضم كثيراً من النكات الصناعية المستفادة من كلمات الأساتذة الأعلام مع التعليق عليها بما يخطر في البال، تقويةً أو تضعيفاً، أو إضافة لوجه جديد وقد قمت بإلقائها في محضر جمع من أهل العلم والفضل لمدة ستة أشهر في قم المقدسة عام 1420 هـ.
- بحوث في فقه الحج
- الذبح بالمكائن: من المسائل الملحة في أيامنا هذه مسألة الذبح بالآلات الحديثة أو ماتعرف بالمكائن، إذ تعد اليوم عند كثيرين أنها ضرورة حياتية يصعب الاستغناء عنها، فجعلت بديلاً عن الذبح باليد.... وفي هذا البحث طرحت الأنظار والآراء مع مالها من المدارك والأدلة على أسس وقواعد أصولية وفقهية على بساط البحث والتحقيق فلم تصمد في مواجهة النقد ولم تسلم من الإشكال والخدشة.

### الأصول
- الرافد في علم الأصول: هذه البحوث الأصولية المستفادة من نمير سيدنا الأستاذ السيد علي السيستاني - دام عطاؤه - تمثل الملامح العامة للفكر الأصولي، من خلال عرض مسيرته التاريخية ومراحله التكاملية، وتحليل علاقته بالعلوم الأخرى، وبيان محور أبحاثه ونظرياته، وطرح بعض المسائل الشاهدة على مستواه عند المدرسة الإمامية في العمق والدقة وصفاء الذوق، مع استعراض المناهج المقترحة.[1]

### التفسير
- قبس من أنوار الفاتحة: مجموعةٌ من البحوث القرآنية، تعود مادّتها الأساسية إلى محاضراتٍ ألقاها سماحة العلامة السيّد منير الخباز – حفظه الله – في مسجد الإمام علي () بالقطيف، في الموسم الرمضاني من عام 1424 هـ، وقد تناول فيها آياتِ سورة الفاتحة، واحدةً تلو الأخرى، من خلال إنارات تفسيريةٍ وفقهيةٍ وكلاميةٍ وفلسفيةٍ وتربويةٍ، عارضًا آراء مفسّري الشيعة المتأخرين، شارحًا لها تارة، وناقدًا أخرى، ومضيفًا ثالثة، حيث تمحورت الأبحاث حول آراء السادة الأعلام: الخوئي في بيانه، والخميني في آدابه، والسبزواري في مواهبه، والطباطبائي في ميزانه، قدّس الله تعالى أسرارهم، وأعلى في الخلد منازلهم.
- على ضفاف سورة القدر: فهذه مجموعة أبحاث قرآنية تفسيرية، يدور رحاها حول آيات سورة القدر المباركة، قد تفضل بطرحها سماحة العلامة الحجة السيد منير الخباز دامت فيوضاته وألطافه العلمية، في أيام شهر رمضان الفضيل لعام 1429 هـ للهجرة النبوية المشرفة في مسجد الإمام علي () في القطيف، ولما كانت تحتوي على نكات شريفة ومطالب جليلة، فقد عزمت على جمع هذه الدرر النفيسة واللاليء.

### العقائد
- ميثاق الإمامة في آية الولاية

### الدعاء والزيارة
- في ظلال دعاء الافتتاح: إن هذه الصفحات تضم بين سطورها مجموعة من المحاضرات التي ألقاها سماحة السيد منير الخباز «دام مؤيداً» بمسجد الإمام علي () بالقطيف في شهر رمضان المبارك عام 1422 هـ تحت ظلال دعاء الإفتتاح الوارد عن الإمام الحجة المنتظر «عجل الله فرجه» وهي تتضمن زخماً من النظريات الفلسفية والعرفانية بالنقد والتحليل، وتختزن النفوذ لأعماق فقرات الدعاء ومقاطعه لاستنطاق المفاهيم التربوية.
- مدارج السائلين: في هذا الكتيب مجموعة من المحاضرات التي بثتها قناة المعارف الفضائية في العام 1430 هـ خلال شهر رمضان المبارك تحت عنوان مدارج السائلين ، والتي تعرض لها سماحة السيد، يضم هذا الكتيب شرح لبعض الأدعية المستحب قراءتها بعد كل فريضة.

### دراسات
- الحقيقة المهدوية: استعراض القضية المهدوية في أبعاد متنوعة من تأصيل وتعميق للعقيدة إلى ردّ شبهات وإجابة على تساؤلات إلى عرض تأريخي وتحليل علمي وتفسير قرآني ... وذلك خلال محاضرات محرم الحرام 1431 هـ والمتعلقة بالإمام الحجة أرواحنا له الفداء.
- آفاق مهدوية: من المعلوم أن الهدف من ظهور الإمام المنتظر هو إقامة الحضارة الكونية و تحقيق العدالة التامة على الأرض .. أما الهدف من بقائه العمر الطويل إلى حين ظهوره فهو حفظ الدين عن التحريف لحين قيام دولته المباركة و التي تكمن خصائصها في الحديث الوارد عن النبي (): لو لم يبق من الدنيا إلا يوم واحد لطوَّل الله ذلك اليوم حتى يخرج رجلاً من ولدي أو من أهل بيتي أو مني.

### كتب في القضايا إسلامية
- معالم المرجعية الرشيدة: هذه الصّفحات المشرقة تكشف لنا بعض جوانب هذه الشّخصية العظيمة شخصية (المرجع الأعلى للطّائفة المحقة آية الله العظمى السّيد علي السيستاني دام ظله)، من خلال ما أفاده الأستاذ العلاّمة السّيد منير الخباز حفظه الله، فمن أحرى منه بذلك وهو ممّن تخرّج على يد السّيد السيستاني، واستفاد من علمه الغزير، وعاش معه عن قرب.
- الدين بين معطيات العلم وإثارات الإلحاد: هل الدين إيمان أعمى اعتنقه الإنسان البدائي نتيجة خوف أو جهل؟ أم أنّه إيمان عقلاني يستند على أدلة وبراهين محكمة؟ هل هدد العلمُ الدينَ وسحب البساط من تحته؟ أم أنّ الاكتشافات العلمية -على العكس- قد أيدت الدين ودعمت موقفه؟ هل الدين وباء يدمّر الحضارة الإنسانية ويمنعها من التقدم؟ أم أنّه عنصر أساسي في الحياة لا غنى للإنسان من دونه؟ هذه بعض من الأسئلة الرئيسية التي يسعى الكتاب للإجابة عنها، فيبدأ باستعراض الأدلة على وجود الله مستعينًا بالعلم والفلسفة، ومجيبًا في الوقت نفسه على الإشكالات البارزة التي تحوم حول ذلك، ومن ثم يثبت كون وجود الله مقتضيًا لوجود الدين، وأخيرًا يقوم بإثبات نبوة الرسول الأعظم ()، ويلي ذلك وقفات نقدية مع كتاب وهم الإله لريشارد دوكنز.
- حوار عبر الأثير: الكتاب مجموعة من الأسئلة وجهت لسماحة السيد الخباز عبر منتديات شبكة الغدير وشبكة هجر الثقافية فأجاب عنها، وتم جمعها وترتيبها وإصدارها في كتاب لتعم المنفعة والفائدة، وتنوعت الأسئلة في شتى مجالات الحياة والشئون الدينية والثقافية والاجتماعية.

### الكتب
- معجم المؤلفات الشيعيَّة في الجزيرة العربيَّة. حبيب آل جميع، طبع بيروت - لبنان، 1417 هـ / 1997 م، منشورات دار الملاك للطباعة والنشر والتوزيع.